# 薛剛 (虛構人物)
薛刚是小說《薛刚反唐》的主人公，原型為薛嵩。
薛剛為薛丁山之子，為丁山仇家轉世。某年中秋夜晚，京城大放花燈，薛剛飲酒狂歡，大鬧京城，唐高宗憤怒，欲捉拿薛剛，薛剛力大，萬分掙扎，正好七皇子出巡，受到薛剛驚擾，跌倒摔死。皇帝見皇子被害，以為薛造反，驚嚇過度而死。
武則天下令除滅薛剛一家。薛剛逃脫，母親樊梨花也被梨山老母所救。薛剛悲憤萬分。不久武則天篡位，改國號大周。薛剛經過多年的努力，終於起兵，扶持唐中宗復辟，挽救了唐朝。中宗封薛剛為郡王，薛氏家族老少均有封賞。